# Miassichtchev VM-T
Dimensions
Le Miassichtchev VM-T Atlante (Мясищев ВМ-Т «Атлант») est un avion de transport très gros porteur, variante du bombardier Miassichtchev M-4 Molot. Il est modifié pour porter les navettes spatiales du programme soviétique Bourane. Il est aussi connu sous le nom de 3M-T.

## Histoire
Les plans furent conçus en 1978 quand le gouvernement soviétique demanda à Miassichtchev de construire un avion-cargo lourd apte à transporter de gros éléments au Cosmodrome de Baïkonour. Les ingénieurs se basèrent sur un bombardier Miassichtchev M-4 dont ils modifièrent l'empennage afin que l'avion puisse porter sur son dos un chargement dont le diamètre aille jusqu'à deux fois celui de son fuselage. Les commandes furent aussi modifiées afin de compenser le poids du chargement.
L'Atlante vola pour la première fois en 1981 et effectua son premier vol avec chargement en 1982. Sa tâche principale fut de transporter les réservoirs des navettes Energia et Bourane de leur usine d'origine au cosmodrome de Baïkonour.
Au total, deux exemplaires furent construits. Ils furent remplacés en 1989 par l'Antonov An-225. Un est conservé à la base de Joukovski, il est la propriété du Gromov Flight Research Institute et du TsAGI. Le second serait conservé à la base de Dyagilevo et serait notamment visible grâce aux images satellites de Google Earth.